# Kloster Kirchberg

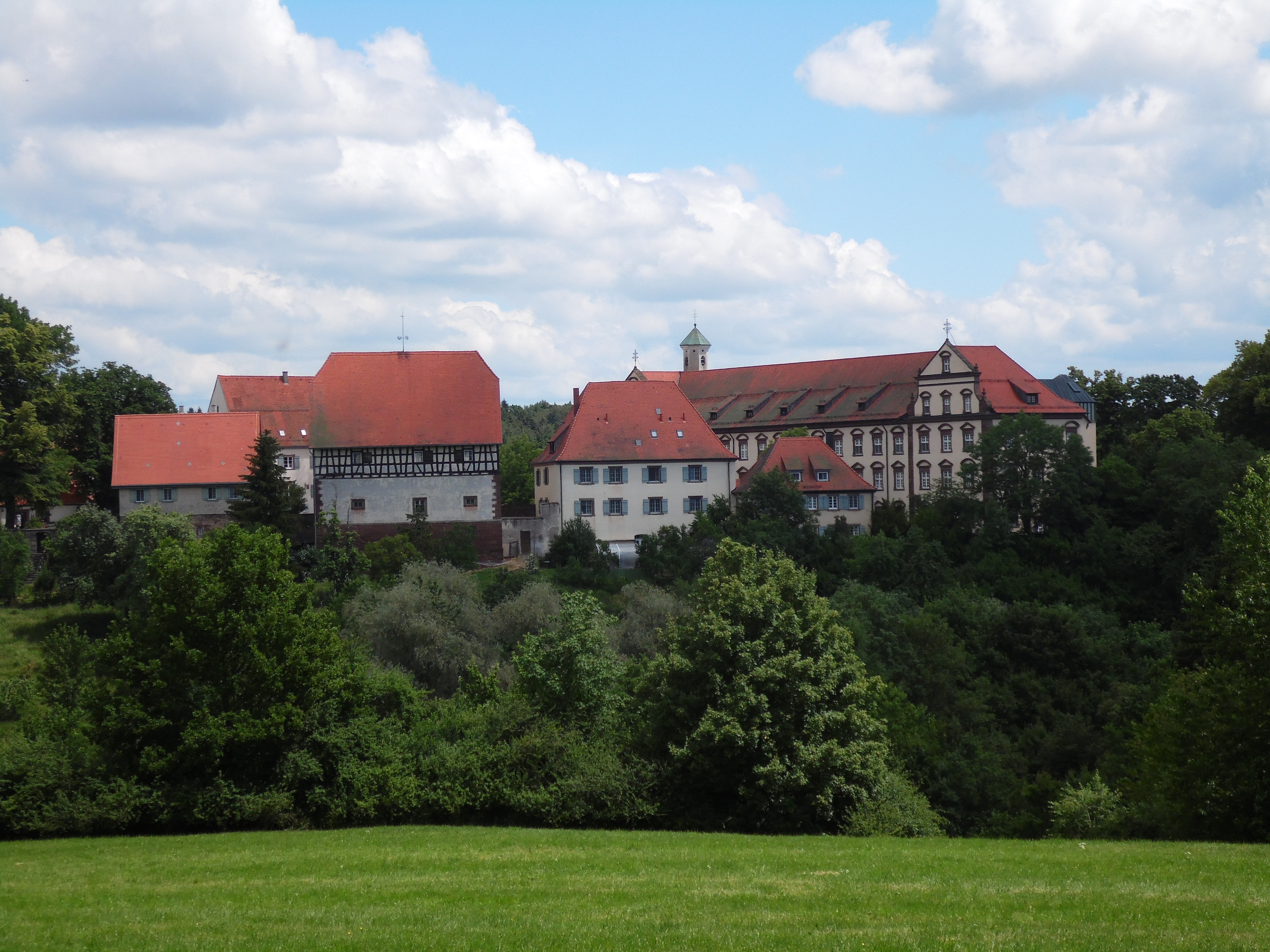
Kloster Kirchberg

Das Kloster Kirchberg ist ein ehemaliges Dominikanerinnenkloster bei Sulz am Neckar, Landkreis Rottweil, in Baden-Württemberg. Als Kloster eines Bettelordens besitzt seine Kirche keinen Glockenturm, sondern einen bescheidenen Dachreiter für ursprünglich zwei Glocken.

## Geschichte

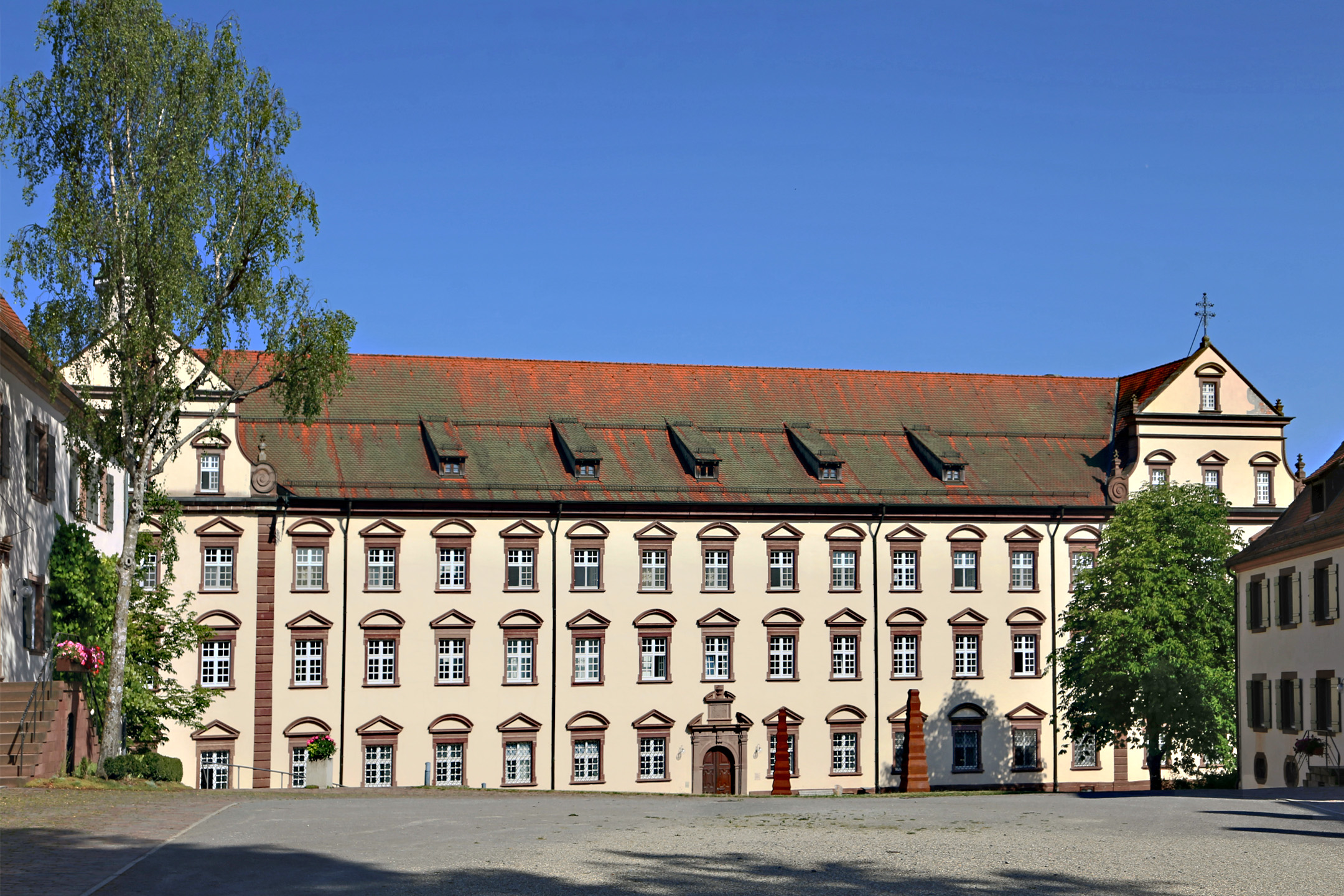
Konventsgebäude

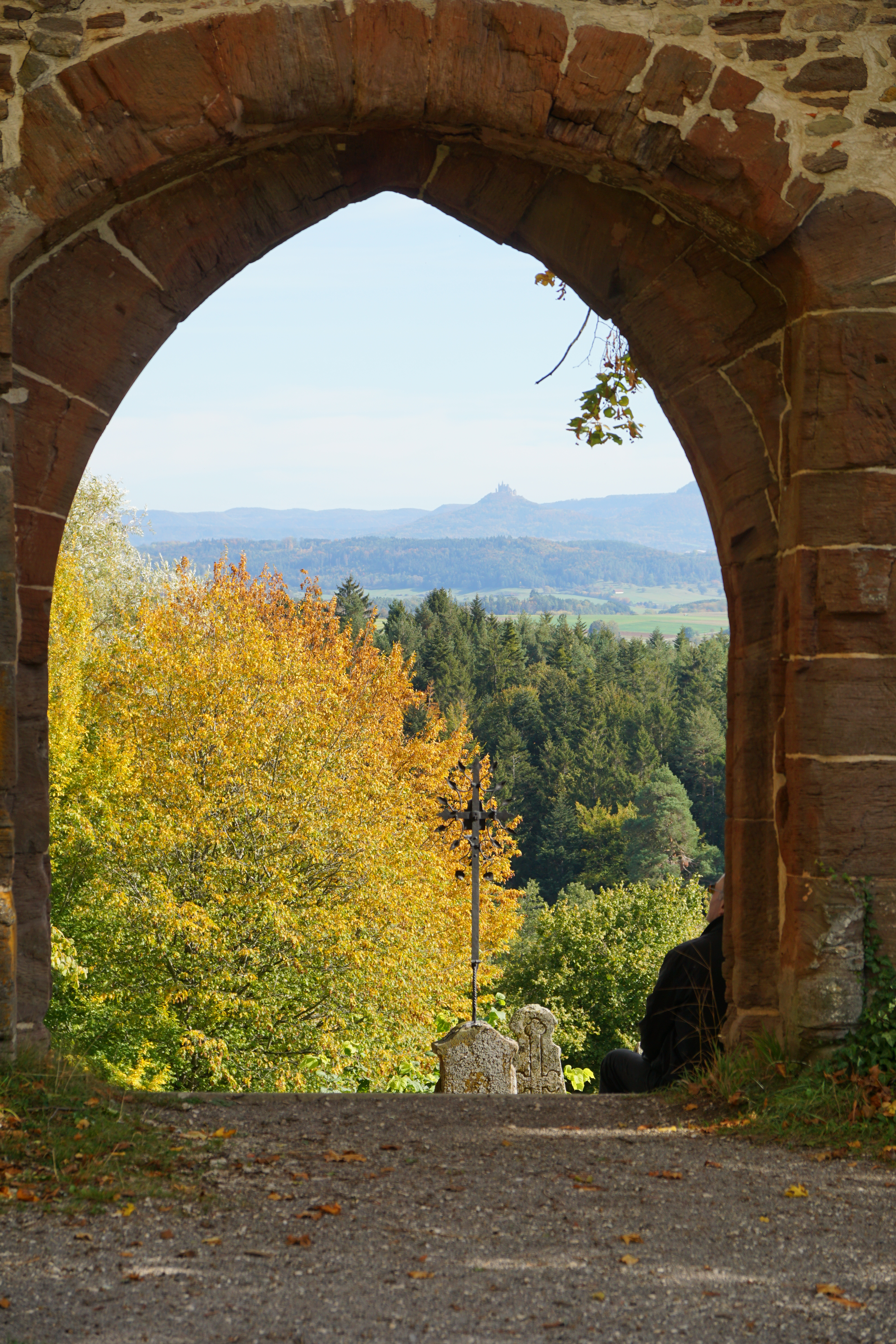
Blick in den Nonnenfriedhof, am Horizont die Burg Hohenzollern

Ursprünglich befand sich auf dem Kirchberg eine Burg; ein Arnold von Kirchberg mit zwei Söhnen wird urkundlich erstmals 1095 erwähnt. Graf Burkhard III. von Hohenberg gründete mit etlichen adeligen, frommen Frauen, die in der verlassenen Burg lebten, im Jahre 1237 ein Kloster. 1245 bestätigte Papst Innozenz IV. die Gründung. Bereits nach zehn Jahren war die Anzahl der Nonnen von anfänglich 10 auf 60 gestiegen.
Um 1270 fiel das Kloster in die Obhut des um 1266 dem Dominikanerorden inkorporierten Klosters Rottweil.
Im 14. Jahrhundert, etwa 100 Jahre später, wurden von der Nonne Elisabeth von Kirchberg Berichte über das religiöse Leben und die Gnadenerlebnisse verstorbener Klosterangehöriger aufgezeichnet, die überregionale Bekanntheit erlangten. Sie sind in einem in mehreren Fassungen redigierten dominikanischen Schwesternbuch des Klosters und in der Vita einer Schwester Irmegard überliefert.
Im Jahr 1381 wurde die Grafschaft Hohenberg an Habsburg verkauft, Kirchberg wurde so bis 1805 eine vorderösterreichische Enklave. Im Zuge der Einführung der Reformation nahm das Kloster Kirchberg Nonnen aus aufgehobenen Dominikanerinnenklöstern in evangelisch gewordenen Ländern auf, vor allem 1564 aus dem Dominikanerinnenkloster Pforzheim.
In der Säkularisation kam das vorderösterreichische Kloster 1805 an Württemberg und wurde am 11. Oktober 1806 aufgehoben. Kloster Kirchberg wurde Staatsdomäne. Die Nonnen durften vorerst weiter im Kloster wohnen bleiben, die letzte Nonne verließ es 1855. Wegen der hohen Unterhaltskosten bot der Staat 1868 der Nachbargemeinde Rosenfeld, die unter einem Großbrand gelitten hatte, das Gebäude als Steinbruch an. Die Rosenfelder brachen damals den Ost- und Südflügel ab, ebenso den nördlichen Kreuzgang. Das Material wurde zum Aufbau von Rosenfeld verwendet.
Im April 1851 wurde in den Gebäuden eine der vier Ackerbauschulen des Landes als staatliche Fachschule zur Ausbildung von Landwirten eröffnet. Für ihre Zöglinge wurden in der Johanniskirche des ehemaligen Klosters Gottesdienste gehalten. 1941 stellte die Ackerbauschule ihren Betrieb ein.
In Horb am Neckar (Neckarstr. 12) ist noch heute der Schaffnereihof des Klosters Kirchberg (1301–1806) erhalten, der bereits 1301 Steuerfreiheit von der Stadt erhielt. Es ist wahrscheinlich das älteste profane Gebäude der Stadt Horb. Der mächtige Steinbau ist auch als „Haus am Aischbach“ bekannt und gilt nach § 28 DSchG als Kulturdenkmal von besonderer Bedeutung.

## Sehenswürdigkeiten

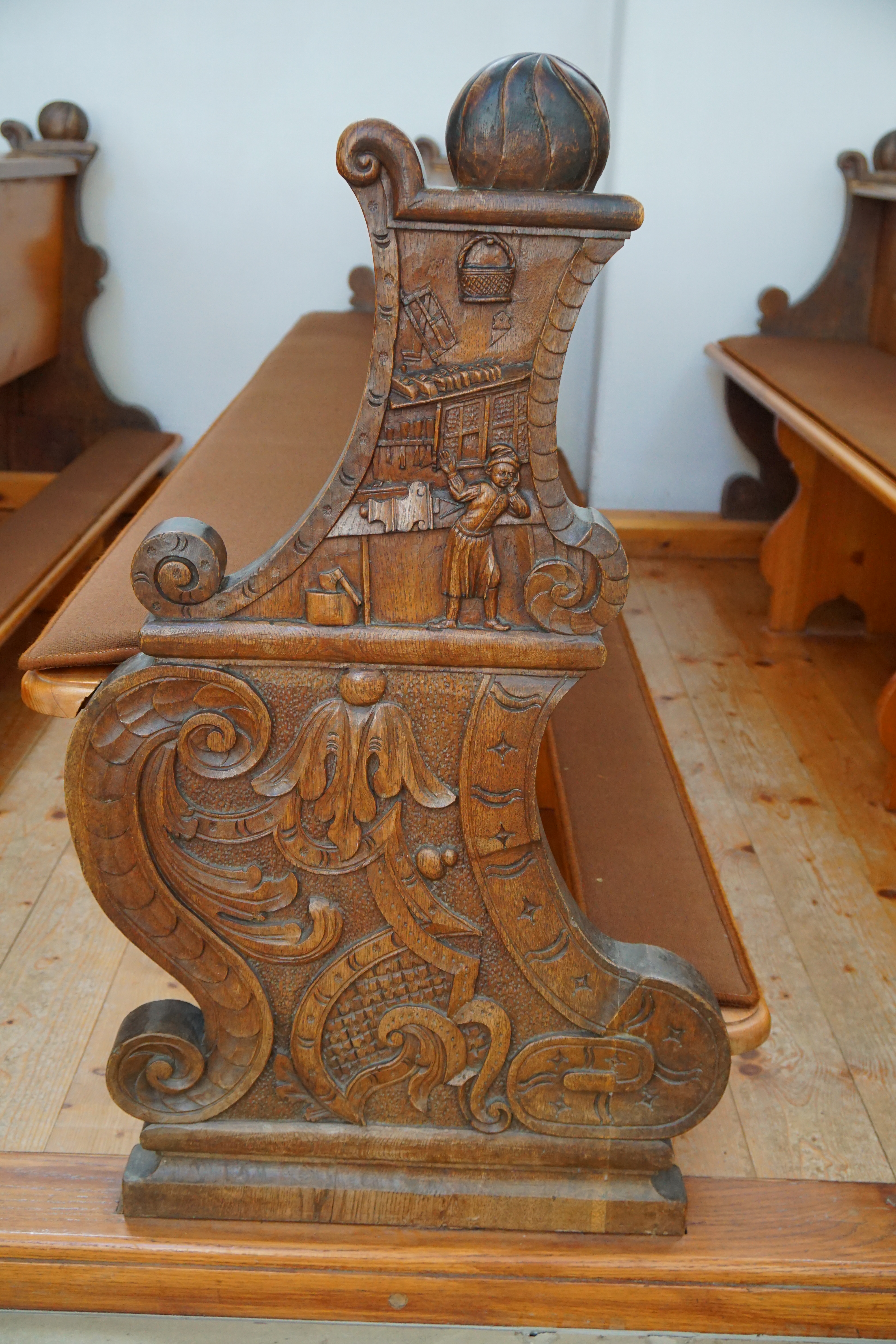
Schnitzwerk an den Stuhlwangen
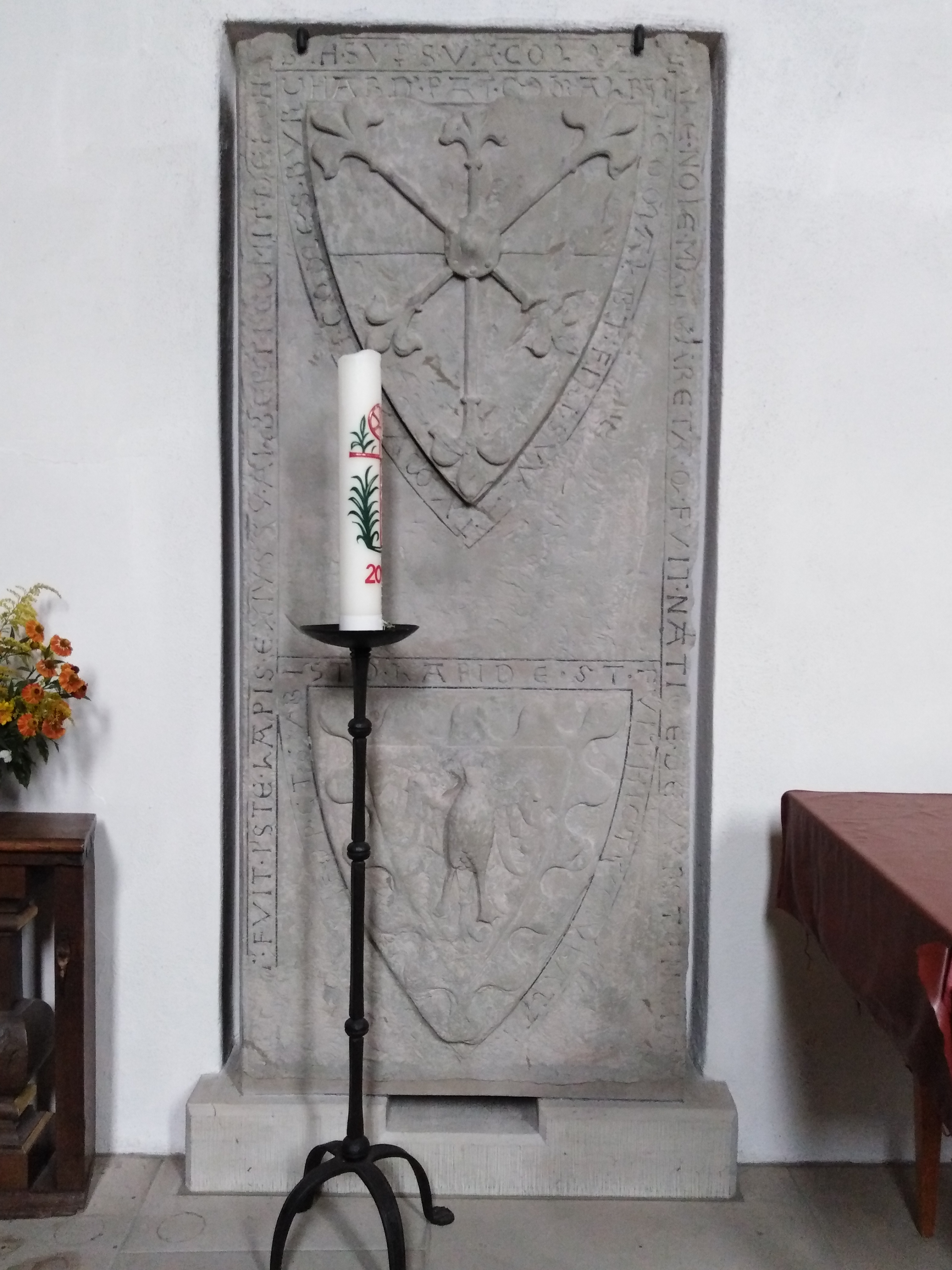
Hohenberg-Grabplatte
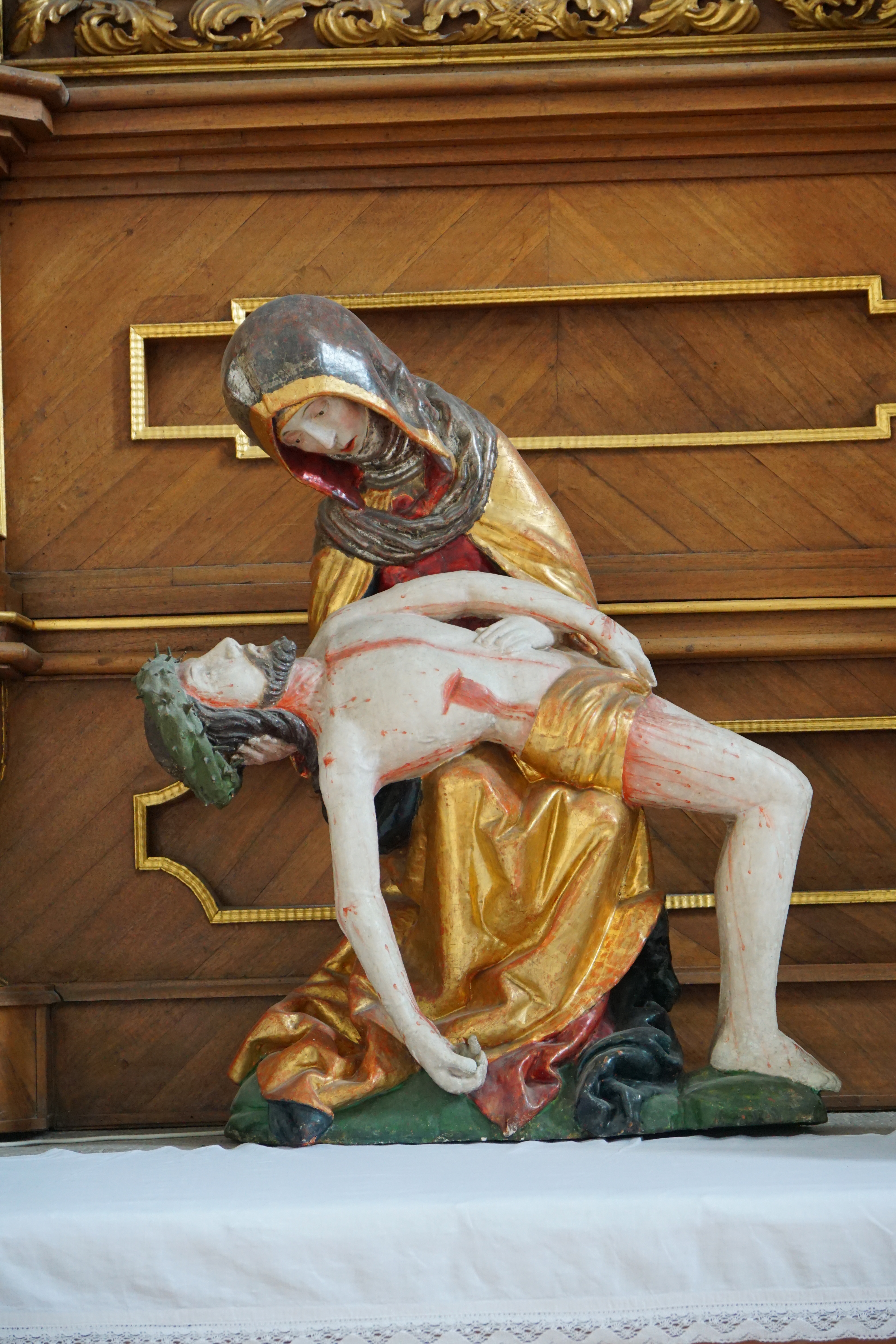
Marienklage (Pietà), 14. Jh.
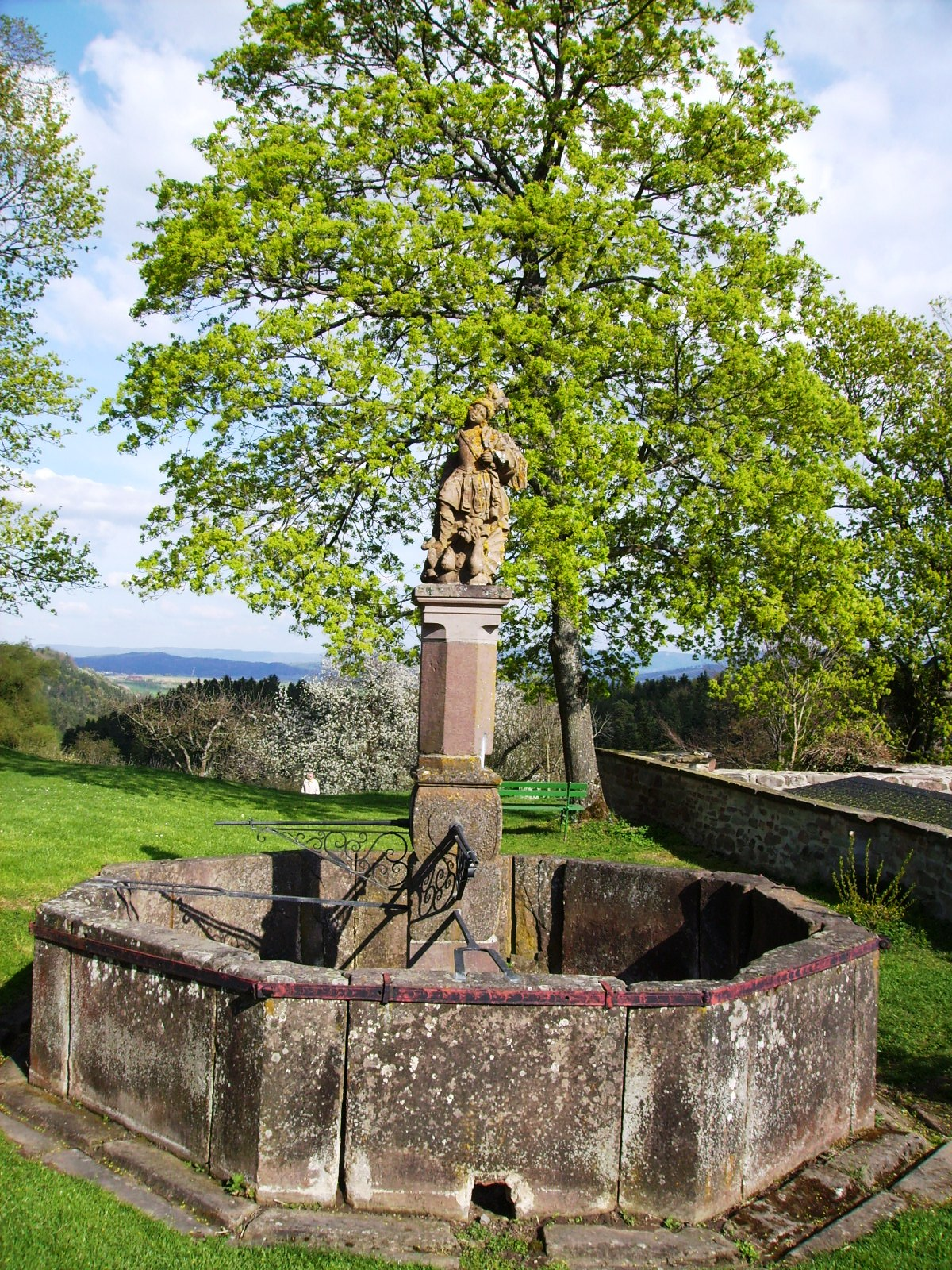
Barocker Michaelsbrunnen
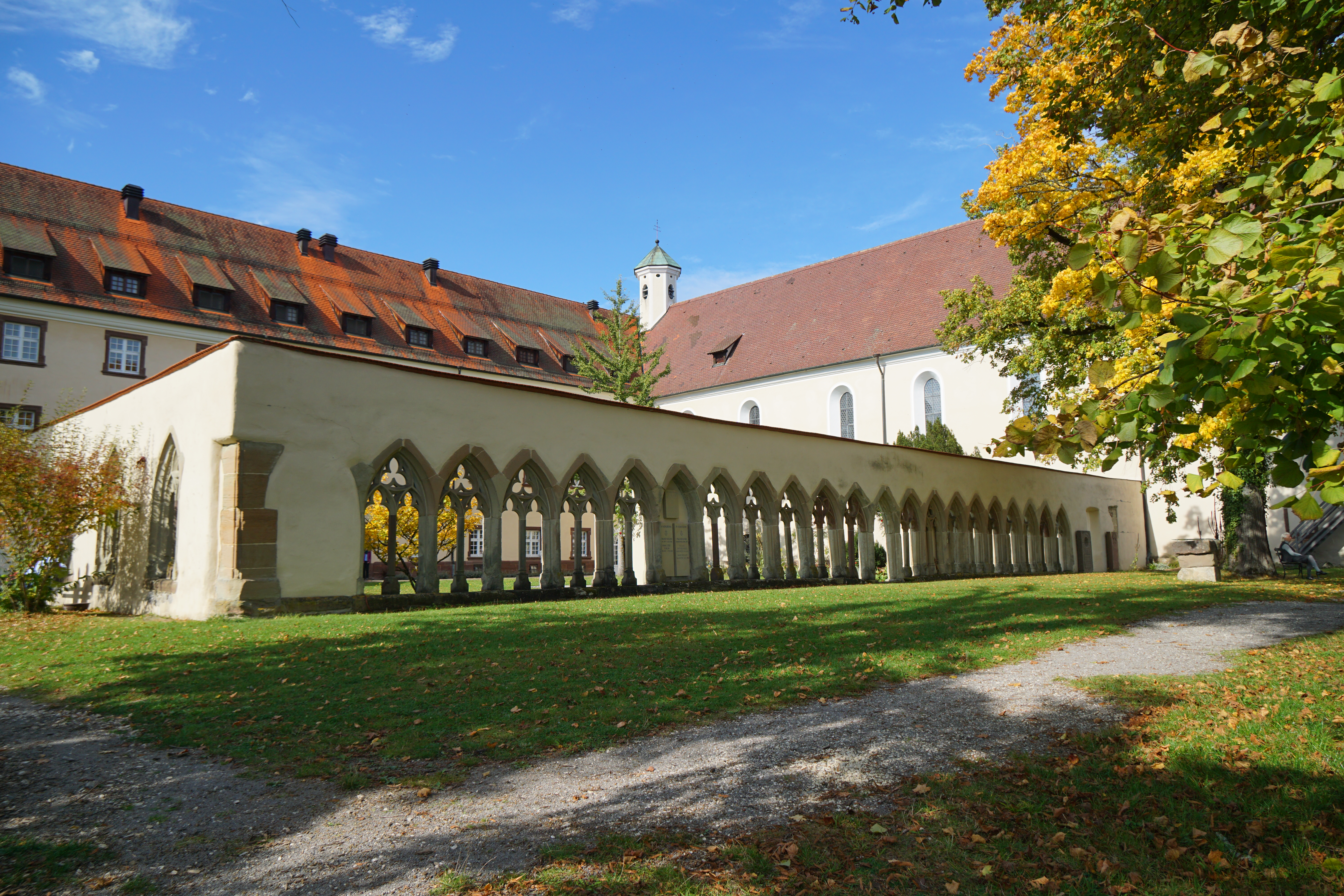
Kreuzgang
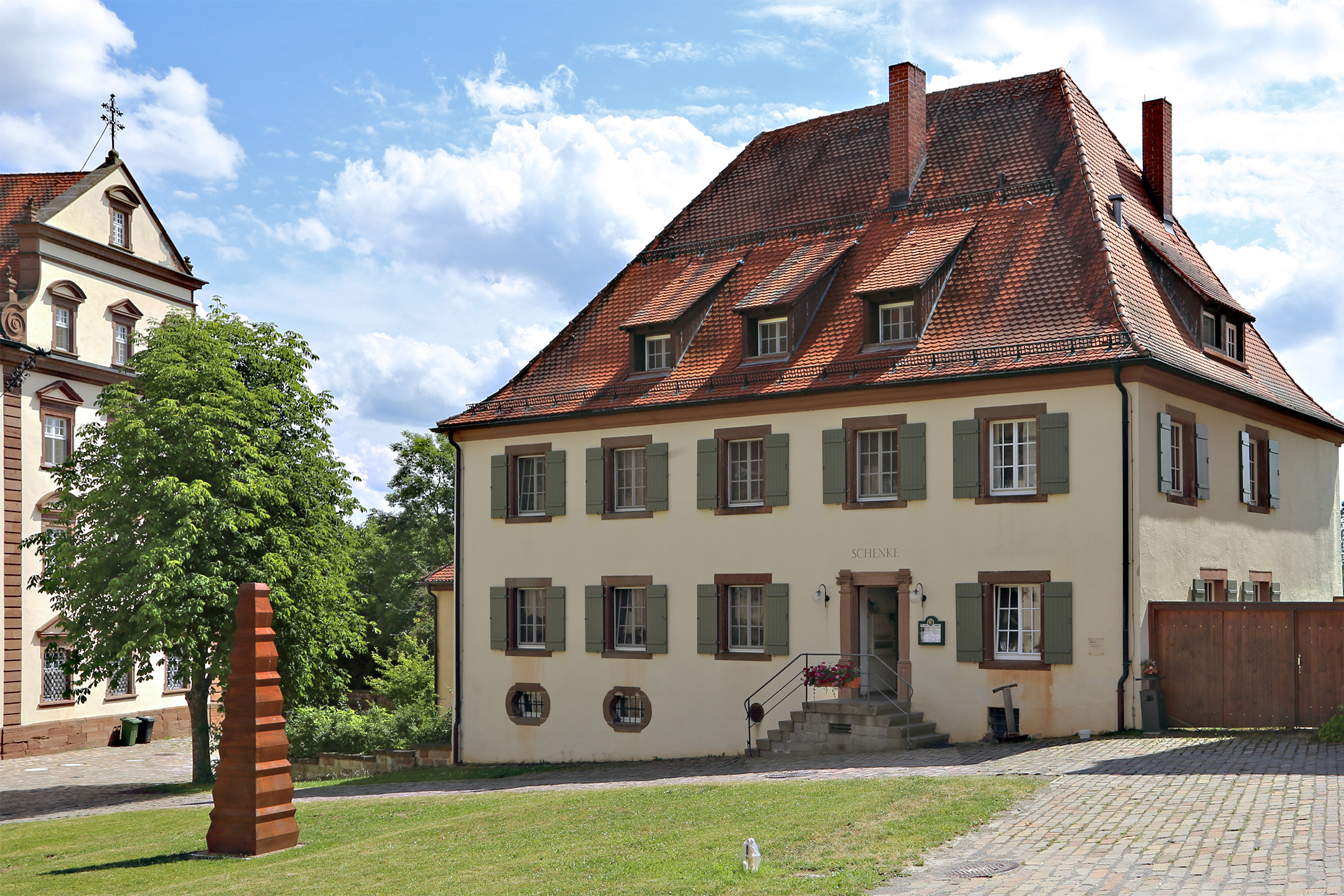
Schenke
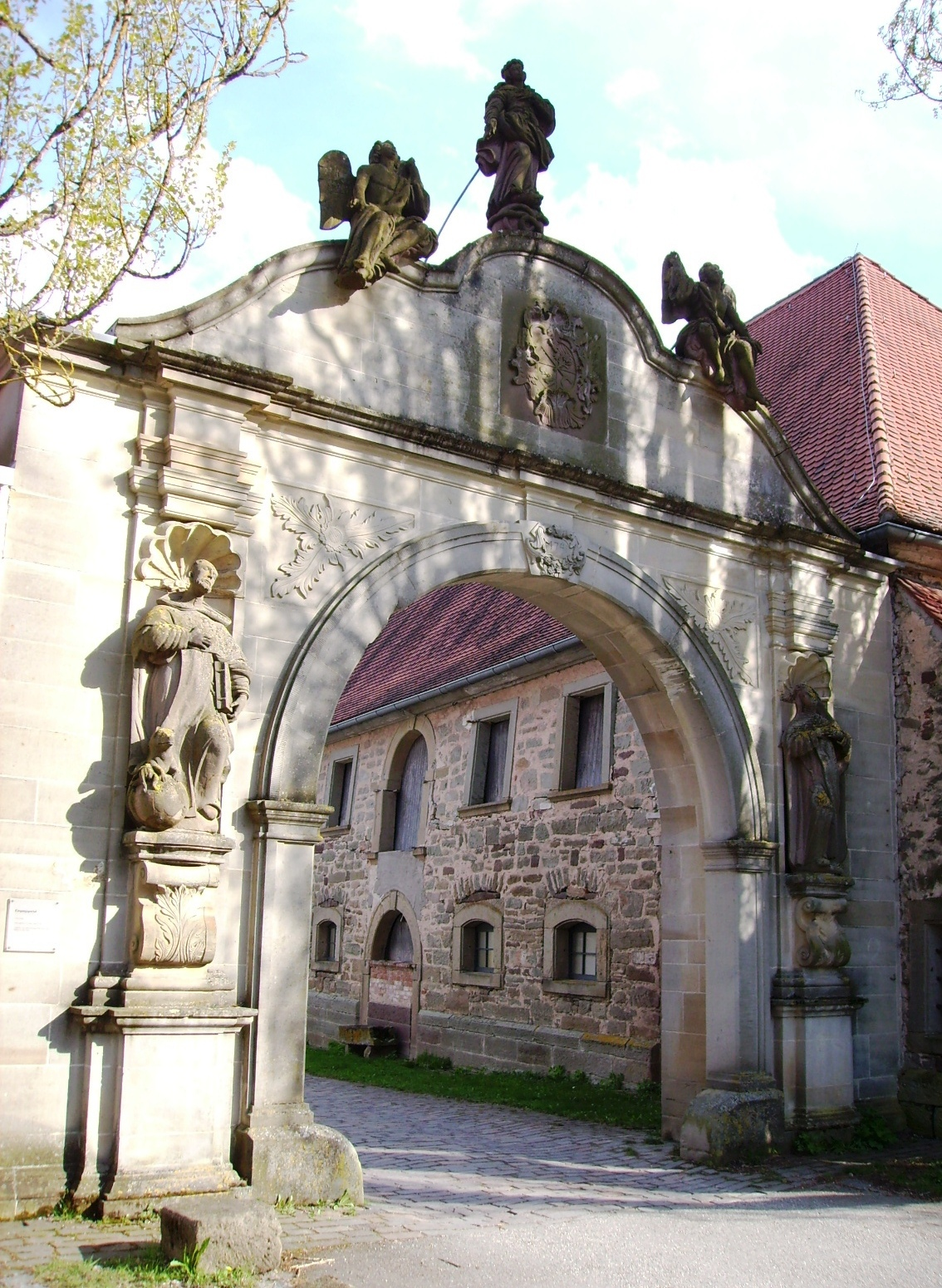
Kirchberger Klostertor (1749)
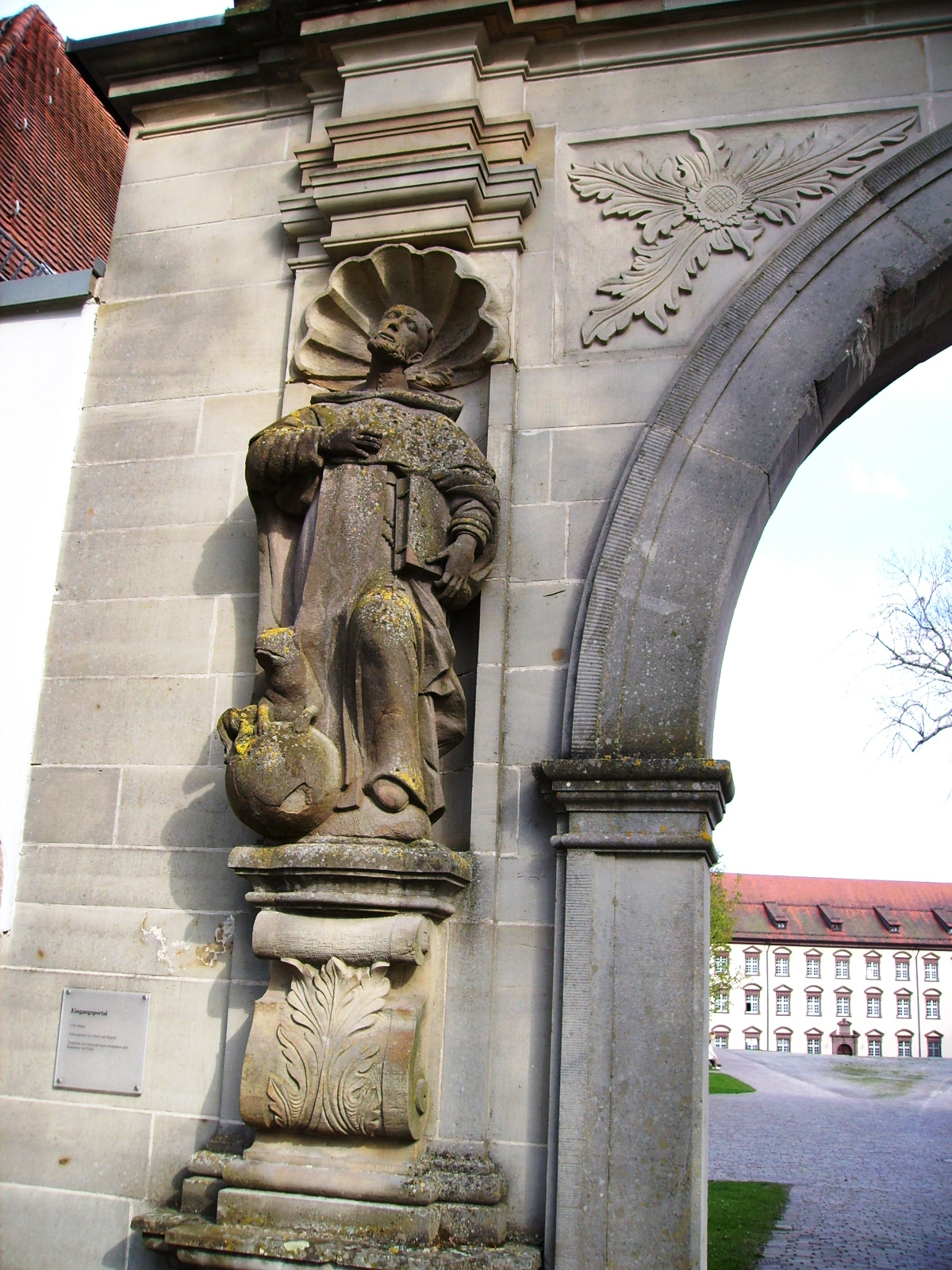
Portalfigur Dominikus

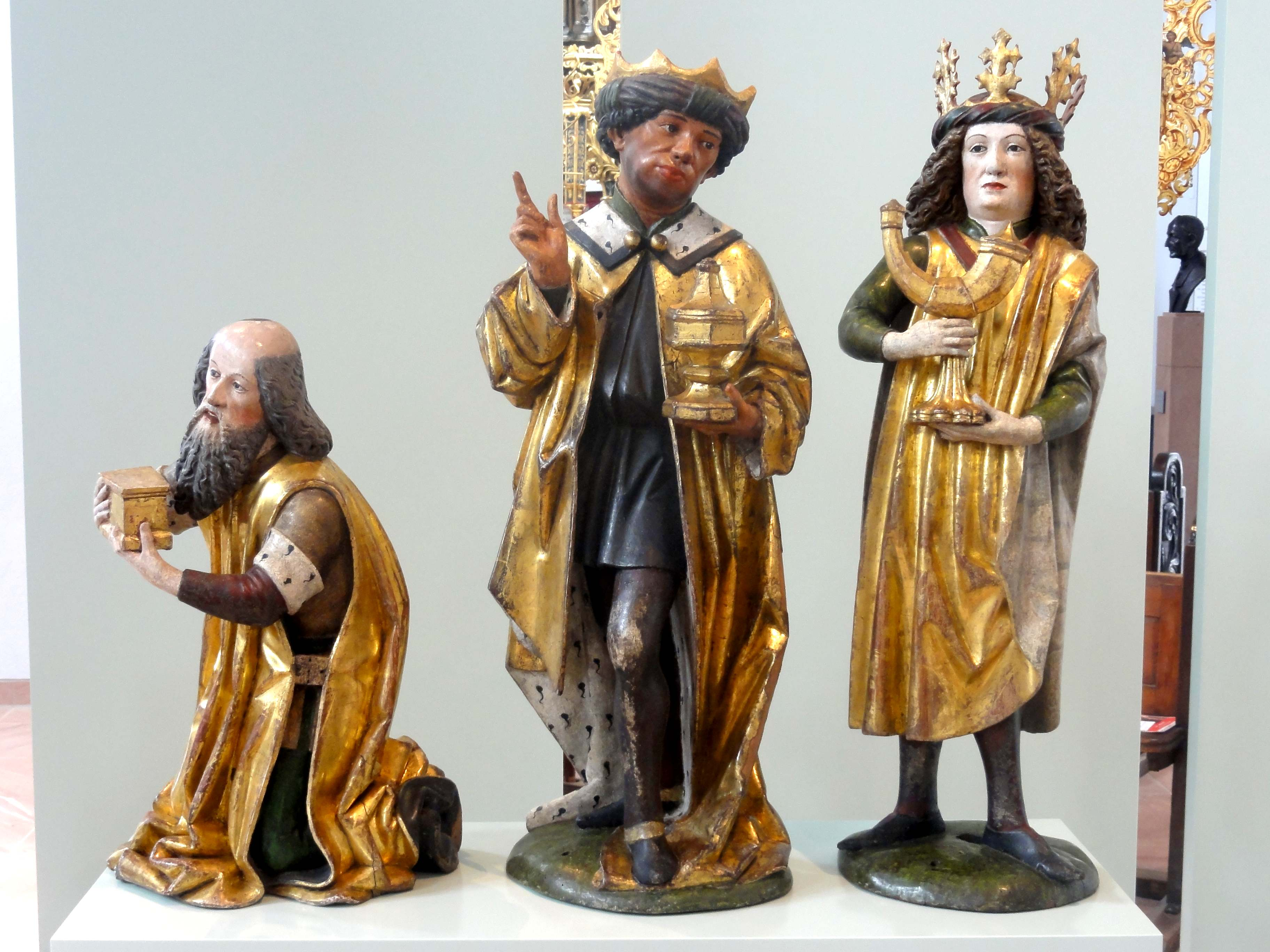
Rottweil, Dominikanermuseum, Hl. Drei Könige, um 1480, aus dem Dominikanerinnenkloster Kirchberg

- Westportal mit Ordenswappen und den Ordensheiligen Dominikus und Katharina von Siena
- Fensterreihen des Kreuzgangs mit gotischem Maßwerk (zum Teil viel später ergänzt)
- Nonnenfriedhof mit Blick auf den Hohenzollern
- Barocker Michaelsbrunnen[9]
- Kräutergarten
- Katharinenkapelle mit Stifterwappen (Grablege der Herren von Weitingen)
- Klosterkirche (1688: Umgestaltung im barocken Stil)
- Frühgotisches Portal
- Pietà aus dem frühen 16. Jh.
- Barocke Kanzel mit den Ordensheiligen Vinzenz, Dominikus, Thomas und Petrus Martyr
- Hohenberger Grabplatte (Grabplatte für Burkhard III., seinen Sohn Albrecht II. von Hohenberg – lat. Albert – für dessen Gemahlin Margareta, geb. von Fürstenberg)
- Grabplatte der Pfalzgrafen von Tübingen mit dem Wappenschild der Pfalzgrafen und der fünfblättrigen Rose der Grafen von Eberstein
- Geschnitzte Seitenwangen der Kirchenbänke von 1748.
- Hl. Drei Könige – Siehe auch Dominikanermuseum Rottweil.

## Klosteranlage
Die Wirtschaftsgebäude des Kloster-Gutshofes sind vom Gebäudeviereck des Frauenklosters durch dessen tiefere Lage getrennt. Dieses Viereck beherbergte im Westflügel Empfangs- und Arbeitsräume des Konventes, links im Nordflügel die Klosterkirche, rechts im Südflügel sowie im Ostflügel die Wohnräume der Klosterfrauen. Diese nicht mehr bewohnten, baufälligen Süd- und Ostflügel durften 1868 Rosenfelder Brandgeschädigte abtragen.
Die ganze Klosteranlage ist rings von Mauern umgeben. Vom Westen her ist sie durch das noch erhaltene Portal (1749) zu betreten. Der Blick fällt auf die mächtige Front des Westflügels im Gebäudeviereck. Er wurde 1733 von dem Rottweiler Baumeister Joseph Feuerstein erbaut. Auffallend ist der Wechsel von Halbbogen und Dreiecken der Fensterreihen. In der Mitte des Hofes steht das Herrenhaus, in dem einst der Kaplan und hohe Gäste des Ordens wohnten. Davor liegt das kleine Backhaus. Auf der Südseite des Platzes folgen Pferdestall, früher in der Lücke auch Wagnerei und Schmiede, dann die noch bestehende, hohe Scheune und die Schenke mit Herberge-Anbau. Auf der Nordseite zieht sich lang gestreckt der Kuh- und Schweinestall. Das Gebäude, das nach Westen hin den Gutshof abschließt, war lange Zeit Ackerbauschule (1851–1941).
Von der Eingangstür am Westflügel mit dem Wappenschild des Dominikanerordens gelangt man in den abgeschlossenen Bezirk des Klosters, die Klausur. Gleich im Flur bildet eine in die Wand eingelassene Winde (drehbare Durchreiche) den einstmals einzigen Berührungspunkt der Nonnen mit der Außenwelt. Im Empfangsraum dahinter ist das Sprechgitter erhalten.
Vom Innenhof des Kreuzgangs aus betrachtet, steht nördlich die Kirche. Sie wurde in barockem Stil auf den Grundmauern der Vorgängerkirche durch die Baumeister Martin Sprenger und Caspar Weissenbach aus Vorarlberg 1688 erstellt. Ihre Innenausstattung schufen anschließend Schreiner und Bildhauer aus der Schömberger Zunft. Die Vorgängerkirche stammte aus der Zeit nach der Klostergründung und dem Anwachsen des Frauenkonventes im 13. Jahrhundert.

## Heutige Nutzung
1957 erhielt die Evangelische Michaelsbruderschaft der Berneuchener Bewegung die Erlaubnis, in die ehemaligen Klostergebäude einzuziehen und ein Einkehrhaus einzurichten. Seit 1970 nutzen die Berneuchener Gemeinschaften das gesamte Klostergelände, nachdem für den landwirtschaftlichen Domänebetrieb ein Aussiedlerhof nördlich vor dem Kloster entstanden war. Im Jahr 2000 wurde die ehemalige Ackerbauschule als Gästehaus neu eröffnet.
Seit 2000 besteht im Kloster eine Dauerausstellung zu den Werken Helmuth Uhrigs, der seine Werke testamentarisch der Michaelsbruderschaft vermachte. Ein „Arbeitskreis Kunstsammlung Uhrig“ trifft sich in der Unteren Scheuer und sorgt für Sonder- und Wanderausstellungen sowie für Publikationen über den Künstler.
Das „Berneuchener Haus Kloster Kirchberg“ ist zum Zentrum der Berneuchener Bewegung im deutschsprachigen Raum geworden. Hier finden Treffen und Tagungen des „Berneuchener Dienstes“, der „Evangelischen Michaelsbruderschaft“ und der „Gemeinschaft Sankt Michael“ statt. Außerdem lädt die Hausgemeinschaft Gruppen und Einzelgäste ein zum „Aufatmen“ – so der Titel des jährlichen Veranstaltungsplanes –, zum Beispiel bei Chorwochen und geistlichen Seminaren, oder bei Kursen zu Fasten, Körperarbeit und Meditation. Externe Gruppen kehren regelmäßig zu Seminaren in eigener Verantwortung ein, wobei das Spektrum von Konfirmandengruppen und kirchlichen Gremien bis zu Führungskräfteseminaren aus der Industrie reicht.
Kloster Kirchberg ist Ausgangspunkt einer gleichnamigen „ParadiesTour“.

## Spiritualität
Die geistliche Atmosphäre des Berneuchener Hauses ist wesentlich durch die Gestaltung des Chorgebetes, zu dem auch die Gäste eingeladen sind, geprägt. Das Morgenlob (Laudes) wird täglich um 7.45 Uhr, das Mittagsgebet (Sext) um 12 Uhr, der Abendsegen (Vesper) um 18 Uhr und das Nachtgebet (Komplet) um 21 Uhr gefeiert. Hier verbinden sich monastische Tradition in Form gesungener Psalmen (in deutscher Übertragung) und modernes geistliches Liedgut.
Für das Stundengebet steht das von der Michaelsbruderschaft in Zusammenarbeit mit Godehard Joppich aus der Benediktinerabtei Münsterschwarzach herausgegebene Evangelische Tagzeitenbuch zur Verfügung.
Donnerstags und sonntags wird ein Abendmahlsgottesdienst in der Form der evangelischen Messe gefeiert. Gemeinsames Tischgebet ist ebenso selbstverständlich wie der Reisesegen vor der Heimfahrt der Hausgäste.